# Campeonato Maranhense de Futebol de 1922
O Campeonato Maranhense de Futebol de 1922 foi a 5º edição da divisão principal do campeonato estadual do Maranhão. O campeão foi o Luso Brasileiro que conquistou seu 3º título na história da competição.

## Premiação
| Campeonato Maranhense de 1922       |
| São Luís                            |
| ----------------------------------- |
| Luso Brasileiro Campeão (3º título) |